# 쇼리 J
쇼리 J(Shorry J, 본명: 소준섭, 1982년 10월 4일 ~ )는 대한민국의 힙합 그룹 마이티 마우스에서 래퍼를 말고 있다.

## 출연 작품 및 진행

### 예능
- 2013년 KBS2 《출발드림팀 시즌 2》
- 2014년 KBS1 《투맹쇼 - 느영나영 제주넘기》
- 2017년 MBC 《아찔한 캠핑》
- 2018년 MBC 《랭킹쇼 123》
- 2018년 MBC 《미스터리 음악쇼 복면가왕》 - 프랑켄슈타인 쫀쫀해요 빠방♪(참가자)
- 2019년 KBS2 《생존자들》
- 2020년 SBS 《진짜 농구, 핸섬타이거즈》

### 드라마
- 2014년 MBC 월화드라마 《트라이앵글》 - 제리 역
- 2016년 MBC 창사 55주년 특별기획 드라마 《옥중화》- 천둥 역
- 2017년 MBC 주말 특별기획 드라마 《도둑놈, 도둑님》 - 허종범 역
- 2017년 KBS2 금토드라마 《최고의 한방》 - 수진 역
- 2018년 MBC 주말연속극 《내사랑 치유기》 - 송재영 역

### 라디오
- 힙합플레이야 DJ

### 모델
- NIKE AIR FORCE1 25주년 잡지모델 (쇼리 J, 2007년)
- 프로농구 대구 오리온스 홍보대사 (2009년)[1]

### 뮤직비디오
- 신지 - 해뜰날 (Feat. 마이티 마우스)
- 견미리 - 행복한 여자
- Cry With Us (함께 울어요)
- 홀로 크리스마스
- 사랑해
- 에너지
- 패밀리
- 웃어

## 수상
- 2009년 2월 12일 제 18회 하이원 서울가요대상 신인상